# Marie Bastide
Pour les articles homonymes, voir Bastide.
Marie Bastide, née le 12 mars 1979, est une chanteuse, parolière et auteure-compositrice française. Elle a écrit pour les chanteurs Anggun, Florent Pagny, Calogero, Céline Dion, le groupe Circus et Louane. Elle a notamment écrit les paroles de la chanson Un jour au mauvais endroit de Calogero, récompensée lors de la victoire de la chanson originale 2015.

## Biographie
Marie Bastide est une parolière française.
Elle a été la compagne de Calogero,. Ils ont eu ensemble un fils, Pio, né en 2013, puis une fille, Rita, née en 2016.
En 2020, elle se lance en tant qu’interprète avec le titre « Envie d'être en vie », texte écrit par elle-même, dont le clip a été tourné pendant le premier confinement et montre des scènes de vie durant cette période. Son premier album sort le 30 juin 2021,,.

## Discographie

### Parolière et compositrice
- « Envie » et « Il suffit d’une fois » qu’elle interprète elle-même. Son premier album « Amore » sort en 2021.
- « Cinq heures et quart » sur l’album Centre ville de Calogero
- « Un air de famille » de Patrick Fiori
- « Tu l’as fait » et « You go » sur l’album de Maëlle
- Sous mon arbre et On attendait Noël de Julien Clerc sur l'album À nos amours
- plusieurs titres de l'album Échos de la chanteuse Anggun
- plusieurs titres des albums Vieillir avec toi et Vieillir ensemble - Le live de Florent Pagny, dont Le soldat de Florent Pagny
- chanson Après l’amour de Florent Pagny[2]
- plusieurs titres de l'album Les Feux d'artifice de Calogero, dont Un jour au mauvais endroit (Victoire de la chanson originale 2015)[1]
- chanson Le Miracle de Céline Dion[2]
- Si t'étais là de Louane
- Comment tu vas ? de Julien Clerc sur l'album Terrien
- Sémaphores et J'avoue sur l'album Amour Platinium de Rod Janois
- Malo et elle on composée la chanson Comme ci comme ça de Titouan représentant la France à l’Eurovision junior 2024

Marie Bastide est une des parolières de l'album Circus du groupe Circus

### Album
- 9 avril 2021 : Dolce Vita (Poisson merveille)

1. Emmène-moi
2. Cœur ouvert
3. Le petit oiseau
4. Envie

## Télévision
- 2007 : Sous le soleil[7]